# Negasilus aridalis
Negasilus aridalis là một loài ruồi trong họ Asilidae. Negasilus aridalis được Adisoemarto miêu tả năm 1967.